# Bảo tàng Vùng đất Dobrzyń ở Rypin
Bảo tàng Vùng đất Dobrzyń ở Rypin (tiếng Ba Lan: Muzeum Ziemi Dobrzyńskiej w Rypinie) là một bảo tàng tọa lạc tại số 20 Phố Warszawska, Rypin, Ba Lan.

## Lược sử hình thành
Lịch sử của các bảo tàng ở Rypin bắt đầu từ năm 1968: nhờ nỗ lực của Hiệp hội những người yêu thích vùng đất Rypin, Phòng tưởng niệm Quốc gia trong khu vực được thành lập tại nơi trước đây là "Ngôi nhà tra tấn" dành cho các cuộc triển lãm về tử đạo và khảo cổ. Sự quan tâm lớn đến cuộc triển lãm giúp cuộc triển lãm được kéo dài thêm ở một địa điểm khác vào năm 1975. Năm năm sau, Bảo tàng Vùng đất Dobrzyń được thành lập với tư cách là một chi nhánh của Bảo tàng Vùng đất Kujawska và Dobrzyń ở Włocławek. Bảo tàng hoạt động đến năm 2002 thì tạm đóng cửa để phục vụ công cuộc cải tạo lại tòa nhà. Bảo tàng mở cửa đón công chúng trở lại vào tháng 4 năm 2007.

## Triển lãm
Bảo tàng Vùng đất Dobrzyń ở Rypin hiện giới thiệu các triển lãm thường trực sau:
- "Rypin xưa trong bóng tối của quá khứ" - một triển lãm khảo cổ học về lịch sử của thành phố từ đầu thời Trung cổ
- "Giáo dục ở Vùng đất Dobrzyń từ cuối thế kỷ 19 đến năm 1970" - trưng bày các ấn phẩm, tài liệu giảng dạy, đồ dùng dạy học và các thứ khác
- "Tầng hầm của Ngôi nhà Hành quyết - nơi tử đạo của giới quý tộc và trí thức, cư dân của Rypin và khu vực xung quanh trong Chiến tranh thế giới thứ hai" - một triển lãm dành để tưởng nhớ các nạn nhân của sự khủng bố của Đức Quốc xã.

## Giờ mở cửa
Bảo tàng Vùng đất Dobrzyń ở Rypin hoạt động quanh năm, mở cửa tất cả các ngày trong tuần trừ thứ Hai. Khách tham quan phải trả phí vào cửa.